# ハドロン
ハドロン（英: hadron）は、素粒子物理ならびに標準模型において、強い相互作用で結びついた複合粒子の総称である。強粒子（きょうりゅうし）とも呼ばれる。
この名称は、ギリシャ語の「強い」の意のἁδρόςに由来し、1962年にレフ・オクンによって付けられた。

## 性質

クォーク模型による陽子（バリオンの例）。色は一例。

クォーク模型によるパイ中間子（中間子の例）。色は一例。

強い相互作用の基本理論である量子色力学 (QCD) では、ハドロンはクォーク（と反クォーク）とグルーオンによって構成される。
クォーク模型に従って、ハドロンの性質は主に価クォークによって決定される。例えば、陽子は2つのアップクォーク（電荷 + 2/3）および一つのダウンクォーク（電荷 − 1/3）によって構成される。これらを足し合わせると陽子の電荷 +1 が算出される。クォークは色荷（カラー）も持つが、クォークの閉じ込めという現象のためハドロン全体としては色荷が0となる必要がある。すなわち、ハドロンは"無色"または"白"となる。最も簡単にこれを実現するには、3つそれぞれが色の異なるクォークを合成するか、あるカラーのクォークと対応する反カラーの反クォークを合成すればよい。前者の構成のハドロンはバリオン、後者の構成のハドロンは中間子となる。
全ての亜原子粒子と同様に、ハドロンには量子数が割り当てられている。その一つは、ポアンカレ群の表現に対応する JPC(m) である。ここで、J はスピン量子数、P は固有パリティ（Pパリティ）、C は荷電共役（Cパリティ）、および m は粒子の質量である。ハドロンの質量はその価クォークにほとんど関係しておらず、むしろ質量とエネルギーの等価性により質量のほとんどは強い相互作用に関連する膨大なエネルギーの量から来ていることに注意が必要である。また、ハドロンはアイソスピン（Gパリティ）やストレンジネスのようなフレーバー量子数を持つ。全てのクォークは加法的な保存するバリオン数 (B) と呼ばれる量子数を持つ。クォークは +1/3、反クォークは −1/3 のバリオン数を持つ。これにより、クォーク3つからなるバリオンは B = 1 で、クォークと反クォークからなる中間子は B = 0 となる。
ハドロンは共鳴として知られる励起状態を持つ。各基底状態ハドロンはいくつかの励起状態を持つ。数百の共鳴が素粒子実験により観測されている。共鳴は、強い力を介して一瞬（約10−24 秒以内）にして崩壊する。
他のQCD物質の相では、ハドロンは形成されないこともある。QCDの理論によると、例えば超高温や高圧では、クォークのフレーバーが十分に多くなければ、強い相互作用の結合定数がエネルギーとともに減少するためクォークとグルーオンはハドロンの中に閉じ込めることができない。この性質は、漸近的自由性として知られ、1 GeV 〜 1 TeVのエネルギー範囲で実験的に確証されている。
自由粒子のハドロンは、陽子（および反陽子）を除いて不安定である。

## ハドロンの種類
ハドロンはバリオンと中間子（メソン）の2つに大別される。
- バリオンは、3つのクォークから構成され、スピンが半整数のフェルミ粒子（フェルミオン）である。
- 中間子は、クォークと反クォークのペアによって構成され、スピンが整数のボース粒子（ボソン）である。

さらに、バリオンの反粒子として3つの反クォークからなる反バリオンがあり、これもハドロンに含まれる。一方、中間子は反粒子もまた中間子であり、反中間子というものはない。
最もよく知られるバリオンは、原子核の構成要素である陽子および中性子である。陽子を除いて全てのハドロンは不安定で粒子崩壊を起こす。（ただし、陽子崩壊を予言する理論もある。）また、中性子は原子核の中では安定である。最もよく知られた中間子は、宇宙線の中に観測されるパイ中間子およびK中間子である。これら以外にも大量のハドロンが現在までに発見されている。（中間子の一覧およびバリオンの一覧参照）
バリオン（と反バリオン）および中間子（メソン）以外のハドロンは、異種ハドロン（エキゾチックハドロン）（異種バリオン（エキゾチックバリオン）および異種中間子（エキゾチックメソン）の総称）と呼ばれ、
- 2つのクォークと2つの反クォークから成るテトラクォーク
- 4つのクォークと1つの反クォークから成るペンタクォーク
- 6つのクォークから成るダイバリオン

などが考えられる。テトラクォークとペンタクォークは発見の可能性のある実験が報告されているが、確実な発見はまだない。実験的にはそれぞれ中間子2つ、中間子とバリオン、バリオン2つの複合系との区別が難しい。
ただし、これらの構成クォーク数はクォーク模型的な見方で、QCDによればクォーク、反クォークとグルーオンはハドロンの中に不定数あり、上述の見方は量子数について言っていると考えた方が正確である。

## ハドロンの量子数
ハドロンのみが持ち、ハドロン以外では0となる量子数を以下に示す。
これらは、クォークのみが持つ量子数でもある。クォークのみが持つ量子数にはほかに色荷があるが、ハドロン全体での色荷は白 (0) である。ハドロンに限られない量子数で重要なものには、電荷やスピンなどがある。
アイソスピンの第3成分 Iz
アップクォークの数 − ダウンクォークの数 − 反アップクォークの数 + 反ダウンクォークの数（アイソスピン自体はベクトル量である。）
ストレンジネス S
反ストレンジクォークの数 − ストレンジクォークの数（ストレンジクォークの電荷とストレンジネスの符号を揃えるため、ストレンジクォークの数 − 反ストレンジクォークの数ではない。）
チャーム C
チャームクォークの数 − 反チャームクォークの数
ボトムネス B
反ボトムクォークの数 - ボトムクォークの数（ボトムクォークの電荷との対応からボトムクォークに −1 のボトムネスを与えてある。）
トップネス T
トップクォークの数 − 反トップクォークの数
バリオン数 NB
（クォークの数 − 反クォークの数） ÷ 3（3で割るのはバリオン全体で 1 にするためである。中間子では 0 となる。）
超電荷 Y
ストレンジネス + バリオン数